# Carlos Enrique Díaz Sáenz Valiente
Pour les articles homonymes, voir Carlos Diaz et Diaz.
Carlos Enrique Díaz Sáenz Valiente est un tireur sportif argentin né le 25 janvier 1917 à Mar del Plata et mort le 14 février 1956.

## Palmarès

### Jeux olympiques
- 1948 à Londres
  -  Médaille d'argent en pistolet feu rapide à 25 m [1] (discipline actuellement nommée vitesse olympique).